# Milena Vukotić
Milena Vukotić, född 4 maj 1847 i byn Čevo nära Cetinje i Montenegro, död 16 mars 1923 i Cap d'Antibes i Frankrike, var en furstinna och sedan drottning av Montenegro, gift med Nikola I av Montenegro. Hon var Montenegros ställföreträdande regent under makens frånvaro 1869 och 1883.

## Biografi

### Tidigt liv
Hon var dotter till vojvoden Petar Vukotić, och Jelena Voivodić. Hennes far var en av Montenegros största jordägare och krigskamrat med Mirko Petrović-Njegoš, och deras två barn förlovades därför med varandras som en vänskapspakt mellan deras fäder. Milena Vukotić förlovades med Nikola vid sex års ålder 1853 och flyttade vid sin mors död 1856 till sina blivande svärföräldrar i Cetinje. 
Nikola var brorson och tronarvinge till Montenegros monark. Milena beskrivs som vacker, snäll, ömsint och from och blev omtyckt av sina blivande svärföräldrar och av sin fästmans farbror, Montenegros monark. Hon växte dock inte upp med sin blivande man, som uppfostrades utomlands. 

### Furstinna och drottning
Milena Vukotić vigdes under en diskret ceremoni vid Nikola vid 13 års ålder den 8 november 1860, kort efter att han blev monark. Under den första tiden hade hon svårt att hävda sig mot den förra monarkens änka, Darinka Petrovic, som också stod nära Nikola. 
Hon undervisades i serbiska och franska och konsoliderade sin ställning efter att Darinka Petrovic lämnade landet 1867. Så småningom fördjupades relationen till maken och Milena tillägnade sig både respekt och inflytande. Hon fungerade som regent för Nikola under hans resa till Ryssland 1869, och Osmanska riket 1883. 
Milena var furstinna av Montenegro fram till 1910, då Montenegro blev ett kungadöme och hon kröntes till drottning. Då Montenegro annekterades av Serbien 1918 lämnade hon landet med sin familj och reste till Italien och senare vidare till Franska rivieran. När hennes make avled 1922, lämnade han titeln till sin brorson Mikael, och Milena fungerade nominellt som dennes förmyndarregent. 